# Sant Sarnin
Sant Sarnin (en francès Saint-Cernin) (és un municipi francès, situat a la regió d'Alvèrnia-Roine-Alps, al departament de Cantal.